# Hydriomena parcinotata
Hydriomena parcinotata là một loài bướm đêm trong họ Geometridae.